# Nemanja Radoja
Nemanja Radoja (Novi Sad, 6 de fevereiro de 1993) é um futebolista sérvio que atua como volante. Atualmente defende o Sporting Kansas City, dos Estados Unidos.

## Carreira

### Vojvodina
Nascido em Novi Sad, Radoja cresceu no subúrbio da cidade, em Veternik. Ainda jovem atuou nas categorias de base do Vojvodina, seguindo os passos de seu irmão mais velho Stefan Radoja. O jogador foi promovido à equipe principal em 2011, mas não recebeu oportunidades.

### Empréstimos
Ainda em 2011, o Vojovodina emprestou Radoja ao ČSK Čelarevo, e ele realizou sua estreia profissional contra o FK Spartak Zlatibor Voda. No ano seguinte, o volante foi emprestado ao FK Cement Beočin, clube da terceira divisão sérvia.

### Retorno ao Vojvodina
No seu retorno, começou a atuar com regularidade no clube de Vojvodina. Por conta das boas atuações na temporada 2013–14, foi eleito para a Seleção da Superliga Sérvia.

### Celta de Vigo
O jogador foi contratado pelo Celta de Vigo em 2014, assinando com os Galegos por cinco anos.

## Seleção Nacional
Inicialmente Radoja representou seu país nas categorias Sub-18 e Sub-19. Sua estreia pela Seleção Sérvia principal foi no dia 15 de novembro de 2016, contra a Ucrânia.

## Títulos
Vojvodina
- Copa da Sérvia: 2013–14

### Prêmios individuais
- Seleção da Superliga Sérvia: 2013–14